# Heliozoo

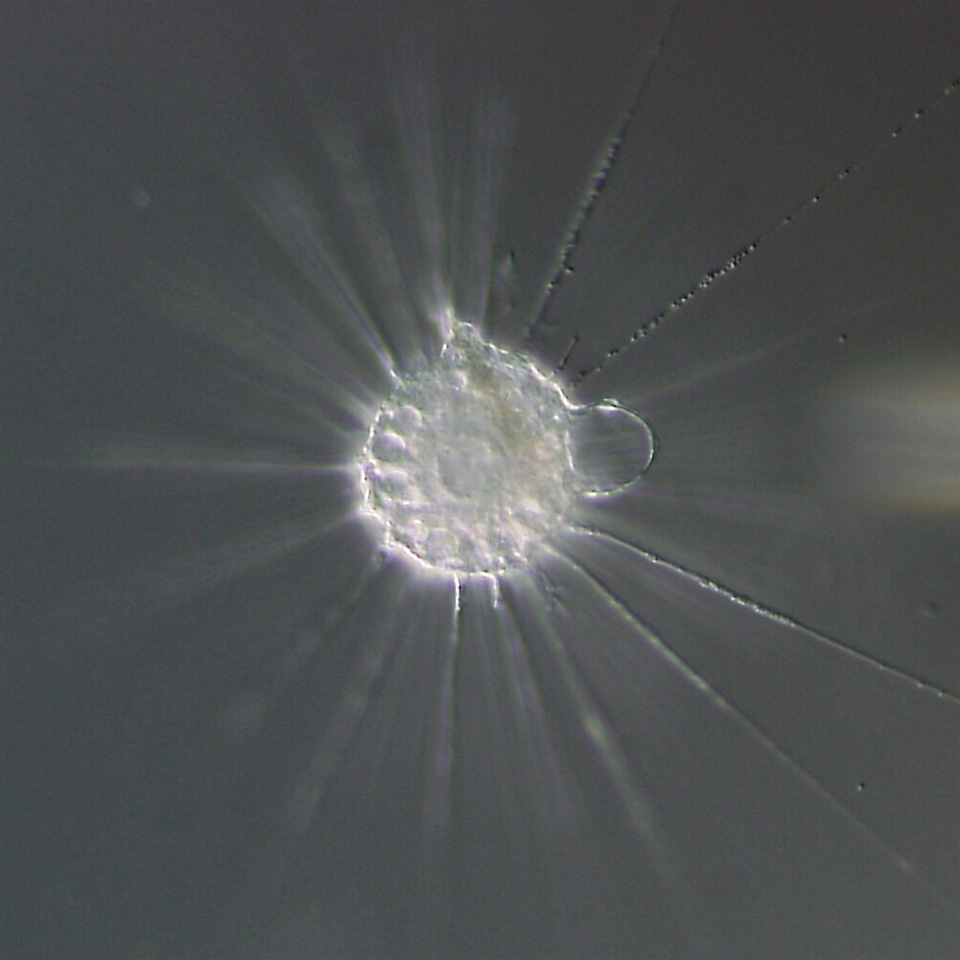
El heliozoo Actinophrys sol.

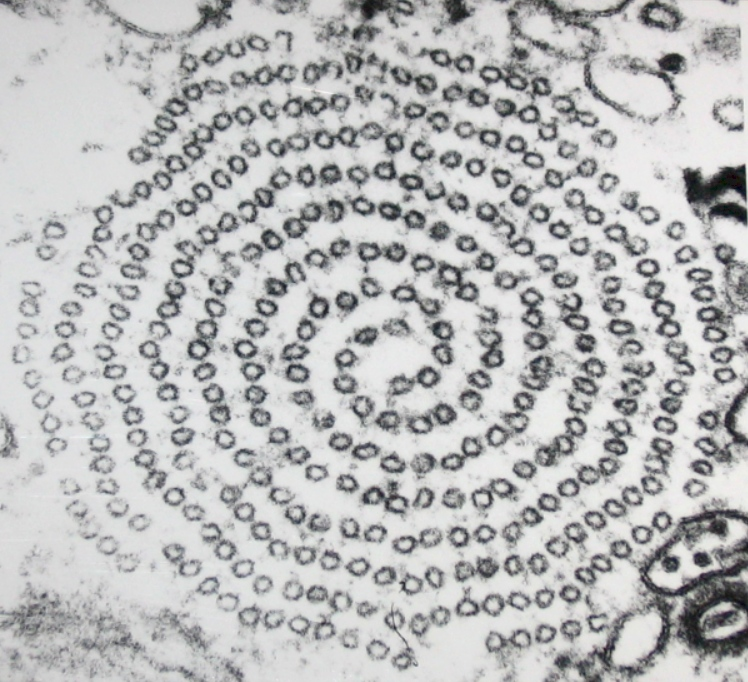
Sección de un axopodio mostrando los microtúbulos.

Los heliozoos (Heliozoa, helios = sol; zoo = animal) es un grupo polifilético de ameboides de forma aproximadamente esférica con numerosas proyecciones soportadas por microtúbulos llamadas axopodos que irradian hacia fuera desde la superficie de la célula. Estas estructuras le dan al organismo el aspecto característico en forma de sol a partir del cual toman el nombre. Sus funciones son variadas: captura del alimento, sensación y movimiento. Los heliozoos son similares a los radiolarios, pero se distinguen de estos por carecer de cápsulas centrales y de otros elementos esqueléticos complejos, aunque algunos producen escamas y espinas simples. Se los encuentra en agua dulce y en ambientes marinos.
Originalmente, los heliozoos se agruparon en una clase formal denominada Heliozoa o Heliozoea, pero los distintos órdenes presentan diferencias notables y ahora se considera que no están relacionados. Actualmente heliozoo se toma como un término descriptivo que se aplica a varios grupos de protistas, principalmente los siguientes:
- Actinophryida (axodines)
- Centrohelida
- Desmothoracida
- Heliomonadida
- Gymnosphaerida
- Sticholonche

Varios nucleáridos fueron una vez considerados heliozoos a pesar de no tener axopodios soportados por microtúbulos.